# Имас, Александр Давидович
Александр Давидович Имас (19 ноября 1900, Кишинёв, Бессарабская губерния — ?) — советский горный инженер и электротехник,  учёный в области оборудования для горнорудной промышленности.

## Биография
Родился в Кишинёве в семье Давида Яковлевича (Янкелевича) Имаса и Этли-Малки Голды (Матильды Адамовны) Вейланд. В раннем детстве несколько лет жил с родителями в Эванстоне (США). Учился на электротехническом факультете Харьковского технологического института (с 1929 года — Харьковский политехнический институт имени В. И. Ленина), в мае 1930 года электротехнический факультет был выделен в отдельный вуз — Харьковский электротехнический институт, который он и окончил в июне того же года. С 1932 года — инженер Харьковского электромеханического завода-школы, затем уполномоченный треста «Донуголь» в Сталино. В 1937 году был репрессирован.
В послевоенные годы был научным сотрудником Института проектирования угольного машиностроения Востока СССР, Государственного научно исследовательского угольного института (ДонУГИ) в Сталино, Донецкого государственного проектно-конструкторского института и Донецкого филиала Государственной союзной экспериментально-конструкторской конторы угольного машиностроения «Донгипроуглемаш». Был ответственным редактором издававшегося в Москве журнала «Электропривод» (впоследствии «Электропривод и автоматизация промышленных установок»).
Основные научные труды в области разработки технологии бурения скважин и шпуров, колонковых электросвёрл, электродвигателей для угольных шахт, универсальных съёмников деталей, электромоторов, проходческих комбайнов. Автор переиздававшегося учебника «Горные машины и комплексы» (с соавторами, 4 переиздания, 1959—1974). Автор изобретений.

## Семья
Жена — Анна Ароновна Зак (1904—1971), двое сыновей (Виктор и Артём). Сын — Артём Александрович Имас, инженер и учёный в области горной промышленности, кандидат технических наук (1976).
Брат — Борис Давидович Имас (1887—1938, расстрелян), преподаватель английского языка в Московском институте по повышению квалификации инженерно-технических работников лёгкой промышленности при Наркомлегпроме.

## Книжные издания
- П. Л. Быков, А. Д. Имас. Колонковое электросверло ЭКБ-2М. Руководство по уходу и эксплоатации. М.: Углетехиздат, 1946; Второе издание — М.: Углетехиздат, 1947. — 36 с.
- А. Д. Имас, В. Л. Азарх. Методы повышения производительности вращательного бурения шпуров ручными и колонковыми электросвёрлами. М.: Углетехиздат, 1954. — 59 с.
- А. Д. Имас. Испытание электродвигателей для угольных шахт. М.: Углетехиздат, 1954. — 320 с.
- В. Г. Яцких, А. Д. Имас, Л. А. Спектор. Горные машины и комплексы. М.: Госгортехиздат, 1959; 4-е издание — М.: Недра, 1974. — 415 с.